# 市场流通性

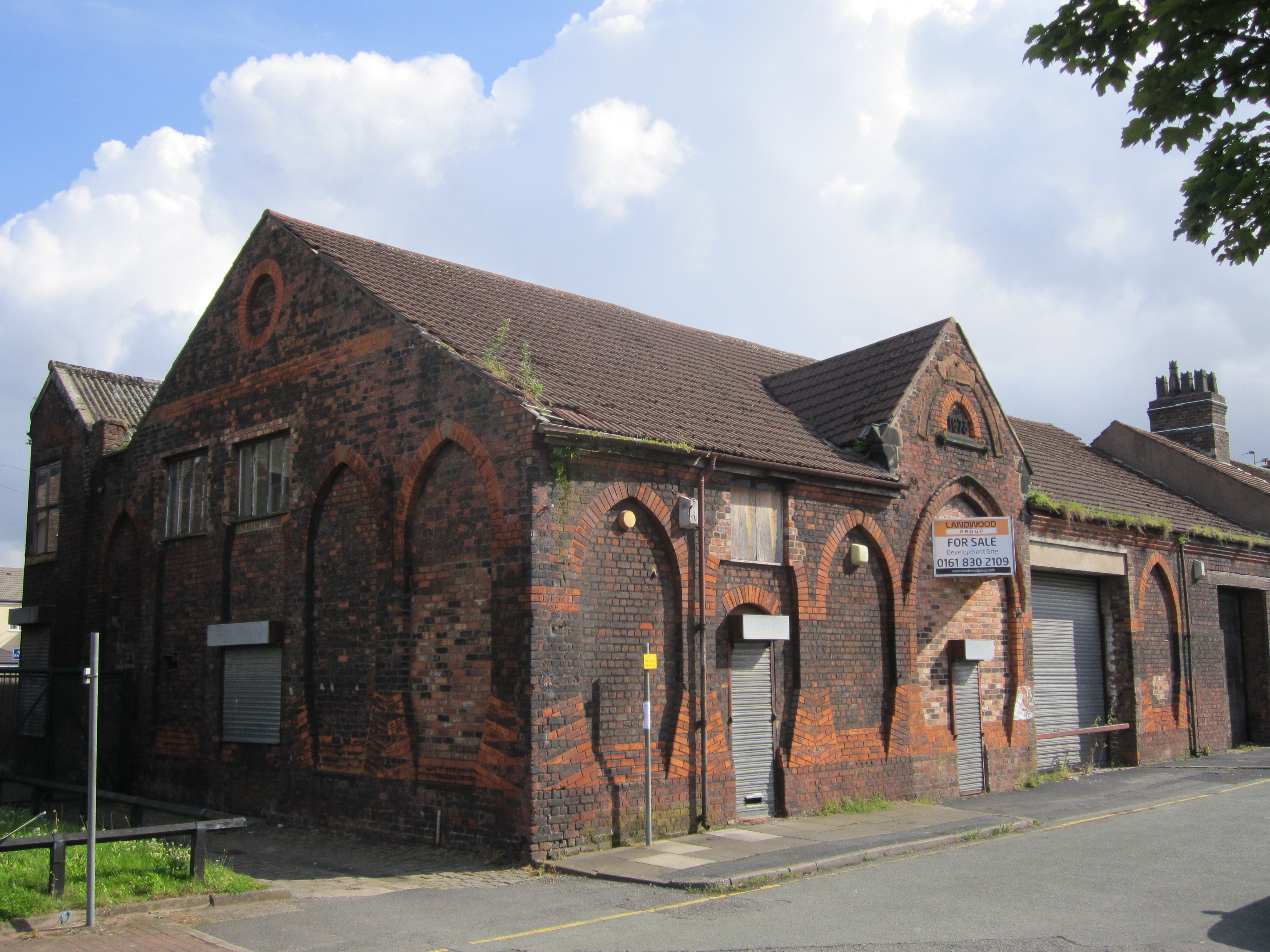
城市外圍的房地產的流通性很低。業主需要長時間等待，才能以合理價格賣出。

市场流通性或市場流動性通常简称流通性或流动性，对于个体是指资产能够以一个合理的价格顺利出售的能力，它是投资的时间尺度（变为现金的难易程度）与价格尺度（与公平市场价格相比的折扣）之间的关系。在商业、经济或投资领域，市场流动性是一个市场的特征，即个人或公司可以快速购买或出售一项资产，而不引起该资产价格的急剧变化。
流动性涉及到资产出售的价格和出售的速度之间的权衡。在一个相对充满流动的市场中，人们可以迅速出售而不必接受一个明显较低的价格；在一个相对缺乏流动性的市场中，一项资产必须打折才能快速出售。现金是最具流动性的资产，因为它可以立即按面值交换商品和服务，市場的流動性與經濟表現息息相關，如果大家都互相沒有流動，經濟也會如一灘死水，這時對市場注入資金，比如量化寬鬆政策，在不考慮其他影響外溢下，至少是可以大大盤活經濟的，而現金流就是市場流動性的一個例子。

## 簡介
一个流通市场的特点是市场上在任何时刻都有买家和卖家。另一个流通性的定义是，下一次贸易的价格与上一次贸易的价格相等的可能性。假如一个市场上有许多买家和卖家的话，那么这个市场的流通性就非常高。这样的市场被称为深市场。在这样的市场中订货对货物价格的影响不大。
资产的流动性越大，企业对短期债务的清偿能力就越强。因此，企业避免财务困境的可能性与流动性相关。不过，流动资产的收益率通常低于固定资产的收益率，比如现金就无法带来投资收益。从某种程度讲，企业投资于流动性较大的资产（比如囤積現金）是以牺牲对收益性更高的资产的投资机会（投資在新技術開發與房地產等）为代价。
一个货物的买卖次数可以看作是该货物的流通性。交易者往往更愿意向流通的市场如股票贸易投资，而不太愿向比较不流通的市场，如不动产投资，原因是在一个不流通的市场上的交易者，有可能在行情轉壞時，被迫以不利的价格买卖手中货物，到那時候流動性可能會轉向不出售或是緊縮，而經濟萎靡，不仅个人投资者面临不流通的危险，大投资者同样面临这样的危险。有意思的是，投机商和市商庄家雖然不是靠實業獲利而是金融賭注，但他們的行為，卻为一个市场带来流通性，反对托宾税的原因之一是托宾税妨碍货币投机，降低外汇市场的流通性，增高其波动。中央银行可通过三大货币政策手段干涉投放的货币量，从而调控流通性。反之，流動太快也不是好事，T+0交易（當日買進的股票馬上可以賣出）比T+1交易（當日買進的股票下一個交易日才能賣出）更具流动性，容易發生炒作，因此對特别的產品增加交易成本可降低资产的流动性，如增加印花税，可降低股票流动性，但這也是上述的一個代價，如何取得平衡，考驗著政府的施政水平。
部分常见资产的流动性大小一般有这样的关系：现金 > 活期存款 > 短期国债 > 蓝筹股 > 一般股票 > 城市中心小户型物业 > 城市外围大户型物业。其中，流动资产的流动性最强，它包括现金以及自资产负债表编制之日起一年内能够变现的其他资产。

## 流動性比率
流動性比率（英語：liquidity ratios)，是一種重要的財務指標，用於確定債務人在不籌集外部資本的情況下償還當前債務的能力；值得一提的是，流動性比率決定了公司支付短期債務和現金流的能力，而常被作為比較之償付能力比率則與償還持續債務的長期能力有關。
| 流動性比率                                                              | 計算方法                                  |
| ----------------------------------------------------------------------- | ----------------------------------------- |
| 流動比率（英語：current ratio）                                         | 流動資產 ÷ 流動負債                       |
| 速動比率（英語：quick ratio)，又稱酸性測試比率（英語：acid test ratio） | (流動資產 － 存貨 － 預付款項) ÷ 流動負債 |
| 現金比率（英語：cash ratio）                                            | (現金 + 交易性金融資產) ÷ 流動負債        |

## 外部連結
- 什么是流动性，什么是流动性过剩